# Vermögenssorge
Vermögenssorge bezeichnet die tatsächliche und rechtliche Verwaltung des Vermögens einer Person durch eine mit dieser Aufgabe betrauten Person. Die Vermögenssorge ist Bestandteil der elterlichen Sorge über das Vermögen des Kindes, des Aufgabenbereich des Vormunds hinsichtlich des Vermögens des Mündel und des gerichtlich-bestellten Betreuers über den Betreuten, wenn der Betreuungsauftrag den Bereich der Vermögenssorge umfasst.

## Allgemeines
Im Einklang mit den Vorschriften zur Geschäfts- und Deliktsfähigkeit (§§ 104 ff. BGB und §§ 827 ff. BGB) geht das deutsche Recht grundsätzlich davon aus, dass Personen, die die Sorge über ihr eigenes Vermögen nicht in ausreichendem Maße ausüben können, der Unterstützung durch eine andere Person bedürfen. Diese kraft Gesetzes oder kraft richterliche Entscheidung zur Vermögenssorge berufene Person, nimmt die vermögensrechtlichen Interessen der anderen Person wahr. Sie kann sämtliche Handlungen vornehmen, die zur Erhaltung, Mehrung und Verwertung des Vermögens erforderlich sind, insbesondere Verträge im Namen der anderen Person schließen. Bei sämtlichen Formen der Vermögenssorge gilt, dass die Vermögenssorge der unterstützenden Person grundsätzlich neben die Vermögenssorge der anderen Person tritt; die Wirksamkeit von Handlungen der Vermögenssorge durch die unterstützte Person selbst (etwa der Kauf einer Süßigkeit durch ein 10-Jähriges Kind mit Taschengeld nach § 110 BGB) richtet sich nach den jeweils dafür geltenden Bestimmungen und wird durch die Vermögenssorge der unterstützenden Person grundsätzlich nicht berührt. Eine Ausnahme hiervon bildet der Einwilligungsvorbehalt des Betreuers nach § 1825 BGB.

## Erscheinungsformen
Die Vermögenssorge ist Bestandteil der elterlichen Sorge (Eltern-Kind-Verhältnis), der Vormundschaft (Vormund-Mündel-Verhältnis) und der Betreuung (Betreuer-Betreuten-Verhältnis).

### Elterliche Sorge
Bis zum Erreichen des 18. Lebensjahres üben die Eltern die Vermögenssorge für ihr Kind aus, § 1626 BGB. Da Minderjährige mit Ausnahme des staatlichen Kindergelds regelmäßig nur geringe bis keine Einkünfte haben, besteht die Vermögenssorge der Eltern bezüglich ihrer Kinder überwiegend in der Verwendung des zur Verfügung stehenden Geldes zur Anschaffung notwendiger Gegenstände (Kleidung, Nahrungsmittel). Relevanz erlangt der Bereich der Vermögenssorge darüber hinaus, wenn Minderjährige nennenswerte Geldbeträge erben.

### Vormundschaft
Die Vormundschaft ist das Äquivalent zur elterlichen Sorge bei Minderjährigen, deren Eltern die Vermögenssorge nicht (mehr) innehaben. Ein Vormund wird dementsprechend gerichtlich für einen Minderjährigen (Mündel) bestellt, wenn die Eltern verstorben sind, die elterliche Sorge aus anderen Gründen nicht mehr ausüben können, oder die Familienbeziehungen des Kindes nicht zu ermitteln sind, § 1773 BGB. Die Vormundschaft ist grundsätzlich der elterlichen Sorge nachgebildet, beinhaltet jedoch deutlich mehr Einschränkungen bezüglich der Handlungen, die der Vormund für den Mündel im Vergleich zu den Eltern für das Kind vornehmen kann.

### Betreuung
Die Betreuung dient der Unterstützung eines (zumeist geistig) eingeschränkten Erwachsenen. Sie kann sich auf verschiedene Aufgabenbereiche beziehen, die von dem Gericht bei der Bestellung des Betreuers festgelegt werden. Die Betreuung muss ebenso wie die Vormundschaft aufgrund der damit verbundenen erheblichen Eingriffe in die Interessen des Mündel bzw. des Betreuten gerichtlich angeordnet werden.

## Vermögenssorge als Bestandteil der elterlichen Sorge
Die Eltern eines Kindes sind bei der Vermögenssorge über ihr Kind im Vergleich zur Vormundschaft und zur Betreuung eher frei. So besteht zwar auch für die Eltern die Pflicht, das Vermögen des Kindes nach wirtschaftlichen Grundsätzen zu verwalten (§ 1642 BGB), nähere beschränkende Regelungen wie im Vormundschaftsrecht existieren aber nicht.
Ein Erblasser des Kindes kann durch letztwillige Verfügung die Vermögenssorge der Eltern über das Erbe ausschließen; eine solche Erklärung erstreckt sich auch über verwandte Rechte wie Schadensersatzansprüche aus dem Erbe. (§ 1638 BGB) Ansonsten kann der Erblasser wie einem Vormund den Eltern Weisungen über die Vermögensverwaltung erteilen. (§ 1639 BGB) Erbt das Kind mehr als 15000 Euro oder erhält es eine Unterhaltsabfindung oder eine Schenkung in dieser Höhe, sind die Eltern zur Rechnungslegung gegenüber dem Familiengericht verpflichtet, soweit der Erblasser bzw. der Schenkende nicht eine ausdrückliche Befreiung von dieser Vorschrift erteilt hat (§ 1640 BGB).
Für bestimmte Rechtsgeschäfte bedürfen die Eltern die Genehmigung des Familiengerichts. Bei einer Erbschaft bedarf die Erbausschlagung dann nicht der Genehmigung durch das Familiengericht, wenn das Kind nur deshalb zum Erben berufen ist, weil zuvor die Eltern bzw. der Elternteil das Erbe selbst ausgeschlagen hat (§ 1643 BGB).
Kaufen die Eltern bewegliche Gegenstände für das Kind aus dem Vermögen des Kindes, wird gesetzlich unterstellt, dass diese Gegenstände in das Eigentum des Kindes übergehen, es sei denn es wurde ausdrücklich abweichendes vereinbart (§ 1646 BGB).
Anders als der Vormund dürfen die Eltern Vermögen des Kindes auch für ihren eigenen Lebensunterhalt sowie für den Lebensunterhalt der minderjährigen Geschwister verwenden, sofern das Kind das Vermögen nicht für seinen laufenden Lebensunterhalt benötigt (§ 1649 BGB).

## Vermögenssorge durch Vormund oder Betreuer
Der Vormund bzw. der Betreuer hat die Pflicht, das Vermögen des Mündels bzw. des Betreuten, das sogenannte Mündelgeld, zu erhalten und zu vermehren, soweit es nicht für den laufenden Lebensunterhalt benötigt wird. Dabei ist er grundsätzlich nur den Interessen des Mündels bzw. des Betreuten und nicht den Interessen Dritter verpflichtet, Ausnahmen gelten allerdings für testamentarische Anordnungen eines Erblassers sowie für Auflagen im Rahmen einer Schenkung, die grundsätzlich befolgt werden müssen, soweit das Gericht keine Befreiung erteilt (§ 1803 BGB). Der Vormund bzw. der Betreuer darf das Vermögen des Mündels bzw. des Betreuten grundsätzlich nicht für seinen eigenen Lebensunterhalt verwenden (§ 1805 BGB) und grundsätzlich auch nicht verschenken (§ 1804 BGB).

### Rechnungslegung
Da der Gesetzgeber im Rahmen der Vormundschaft und der Betreuung von einem hohen Missbrauchspotential der Vermögenssorge ausgeht, steht die Vermögenssorge unter der Kontrolle des Familiengerichts bzw. des Betreuungsgerichts. Vormünder und Betreuer haben - anders als die Eltern im Rahmen der elterlichen Sorge - grundsätzlich zu Anfang der Vormundschaft bzw. Betreuung ein Vermögensverzeichnis zu erstellen (§ 1802 BGB) und anschließend jährlich dem Gericht Rechenschaft über das Vermögen zu erteilen (§ 1840 BGB). Die Rechenschaftslegung soll alle Einnahmen und Ausgaben des Mündels bzw. des Betreuten erfassen und mit Belegen versehen sein (§ 1841 BGB). Das Familiengericht ist zur ordnungsgemäßen Prüfung der Rechnung verpflichtet (§ 1843 BGB). Nach Ende der Vormundschaft bzw. Betreuung hat der Vormund bzw. Betreuer eine Schlussrechnung an das Gericht zu übersenden (§ 1890 BGB).
Die Sicherstellung der gerichtlichen Kontrolle setzt voraus, dass das Vermögen des Mündels bzw. des Betreuten grundsätzlich getrennt vom eigenen Vermögen des Vormundes bzw. Betreuers verwaltet werden muss. Dies dient darüber hinaus auch dem Zweck, das Vermögen vor Zugriffen durch evtl. Gläubiger des Betreuers zu schützen. Hieraus folgt, dass die Verwaltung des Vermögens auf einem Anderkonto grundsätzlich untersagt ist. Lediglich das Jugendamt als Amtsvormund darf aufgrund einer Sonderregelung in § 56 Abs. 3 SGB VIII Vermögen seiner Mündel mit vorheriger Genehmigung des Familiengerichts auf einem Sammelanderkonto verwalten.
Ein befreiter Vormund bzw. ein befreiter Betreuer ist grundsätzlich von den Pflichten zur Rechnungslegung befreit.

### Genehmigungspflichten
Neben der Verwaltung des Vermögens gehört auch das Eingehen von Rechtsgeschäften, mit denen eine Vermögensübertragung erwirkt wird oder der Mündel bzw. der Betreute mit Forderungen belastet wird, zur Vermögenssorge. In der Praxis erfordern jedoch die allermeisten dieser Rechtsgeschäfte die Genehmigung des Familiengerichts.
Nach § 1821 BGB bedürfen sämtliche Rechtsgeschäfte im Zusammenhang mit Grundstücken und Schiffen der vorherigen Genehmigung durch das Familiengericht; hierzu zählt nicht nur der Erwerb, sondern auch die Veräußerung, die Belastung und die Eintragung von Dienstbarkeiten. Nach Abs. 2 sind Rechtsgeschäfte hinsichtlich Hypotheken, Grundschulden und Rentenschulden ausdrücklich von der Genehmigungspflicht ausgenommen.
Verschiedene andere Rechtsgeschäfte sind nach § 1822 BGB ebenfalls genehmigungspflichtig:
- Rechtsgeschäfte, durch die der Mündel zu einer Verfügung über sein Vermögen im Ganzen verpflichtet wird (z. B. Eröffnung des Verbraucherinsolvenzverfahrens), ferner Geschäfte im Rahmen von Erbschaften oder Pflichtteilsansprüche
- die Erbausschlagung, der Pflichtteilsverzicht sowie der Erbteilungsvertrag
- Erwerb oder der Verkauf einer Firma sowie die Begründung eines Gesellschaftsvertrags (die bloße Begründung und die Schließung einer Firma an sich ist demgegenüber nicht genehmigungspflichtig, soll aber ebenfalls dem Gericht zur Genehmigung vorgelegt werden, § 1823 BGB)
- Abschluss von Pachtverträgen über Landgut oder Firmen
- Abschluss von Miet- und Pachtverträgen, die auf eine Dauer von mehr als einem Jahr ab Eintritt der Volljährigkeit ausgelegt sind, bei Betreuten abweichend vier Jahre (§ 1907 Abs. 3 BGB)  (hierunter fallen nach der Rechtsprechung allerdings nur Zeitmietverträge, da unbefristete Mietverträge jederzeit gekündigt werden können)
- Ausbildungs- und Arbeitsverträge, die nicht von vornherein auf weniger als ein Jahr befristet sind
- Kreditverträge
- die Aufnahme von Anleihen oder das Eingehen von Verbindlichkeiten aus einem Wechsel oder vergleichbaren Wertpapier
- die Eingehung einer Bürgschaft
- die Erteilung einer Prokura
- außergerichtliche Vergleiche, wenn der Wert des Streitgegenstands 3000 Euro übersteigt, ferner das Eingehen von Schiedsvereinbarungen
- Geschäfte, durch die eine für eine Forderung des Mündels bzw. des Betreuten bestehende Sicherheit aufgehoben oder gemindert werden soll

Handelt es sich bei dem genehmigungsbedürftigen Rechtsgeschäft um ein einseitiges Rechtsgeschäft, bewirkt die fehlende Genehmigung des Gerichts die Unwirksamkeit des Rechtsgeschäfts (§ 1831 BGB). Andere Rechtsgeschäfte sind nicht unwirksam, berechtigen aber den Geschäftspartner bis zur nachträglichen Genehmigung durch das Gericht zum Widerruf des Geschäfts, es sei denn, ihm war bei Abschluss des Geschäfts die fehlende Genehmigung des Gerichts bekannt (§ 1830 BGB).
Die nachträgliche Genehmigung ist grundsätzlich unbefristet möglich, es sei denn der Geschäftspartner fordert den Vormund bzw. den Betreuer ausdrücklich dazu auf, die Genehmigung vorzulegen. Dann gilt eine Frist von vier Wochen, nach der die Genehmigung als versagt gilt, sofern der Vormund bzw. der Betreuer nicht vorher die Genehmigung des Gerichts dem Geschäftspartner vorliegt. Wird ein Mündel volljährig, kann es genehmigungspflichtige Rechtsgeschäfte, für die bis zu diesem Zeitpunkt keine Genehmigung vorlag, selbst genehmigen (§ 1829 BGB).